# The Wanted 18
The Wanted 18 (no Brasil, As 18 Fugitivas) é um filme de animação palestino de 2014, dirigido por Amer Shomali e Paul Cowan.
O longa combina animação, entrevistas e quadrinhos e conta a trajetória de 18 vacas, compradas por palestinos para produzir leite, que são declaradas “uma ameaça ao Estado de Israel”.
O filme foi escolhido para representar a Palestina na competição de Oscar de melhor filme estrangeiro da edição de 2016.

## Sinopse
O filme se passa em 1987, às vésperas do primeiro levante na Cisjordânia. Os moradores buscam alternativas para os produtos que têm comprado de uma companhia israelense. No vilarejo Beit Sahour, ativistas e o cineasta Amer Shomali decidem abrir uma cooperativa e adquirem 18 vacas de um kibutz. Após tentativas e erros, os novos “leitivistas” vão aprendendo e a população passa a depender do “leite da Intifada”. O ato de desafio não passa despercebido. A leiteria é invadida e as vacas declaradas “uma ameaça ao Estado de Israel”.